# Bombarde (instrument)
Pour les articles homonymes, voir Bombarde.
Ne doit pas être confondu avec Bombardon.
La bombarde est un instrument de musique à vent à anche double de la famille des hautbois, employé dans la musique ancienne et la musique bretonne. Le mot « bombarde » provient du latin bombus, signifiant « bourdonnement » ou « bruit sourd ». 
Il s'agit d'une variante de hautbois populaire spécifique à la Bretagne. En breton l'instrument s'appelle ar vombard (mutation de bombard) ou an talabard. Un joueur de bombarde s'appelle un bombarder (bombardir en Pays Vannetais), mais le terme de talabarder a été plus récemment adopté dans le milieu des bagadoù.
La bombarde est traditionnellement associée au biniou pour former ce qu'on appelle un couple de sonneurs. On peut également en jouer au sein d'orchestres plus ou moins étoffés. Un pupitre de bombardes, associé à des percussions, des cornemuses et des caisses claires écossaises, forment un ensemble appelé bagad (bagadoù au pluriel en breton).

## Histoire

### Avant la Révolution
L'histoire de la bombarde se confond, pour une grande part, avec celle du hautbois.
Pour un article plus général, voir Histoire du hautbois.
Jusqu'à la Renaissance, le mot « bombarde » fut un de ceux employés pour désigner les aérophones à anche double et à perce conique. Un certain nombre de textes antérieurs à la Révolution font état d'un usage routinier, dans toute la Bretagne, de musettes, vèzes, binious, hautbois, chalumeaux, bombardes, sans qu'il soit possible de savoir précisément si ces différents termes se rapportaient à un hautbois ou une cornemuse. Si l'usage de ces deux familles instrumentales est ainsi avéré, les sources sont trop imprécises pour en tirer des conclusions quant à leurs caractéristiques, ou les formules instrumentales les plus couramment usitées.

### DuXIXesiècleà nos jours

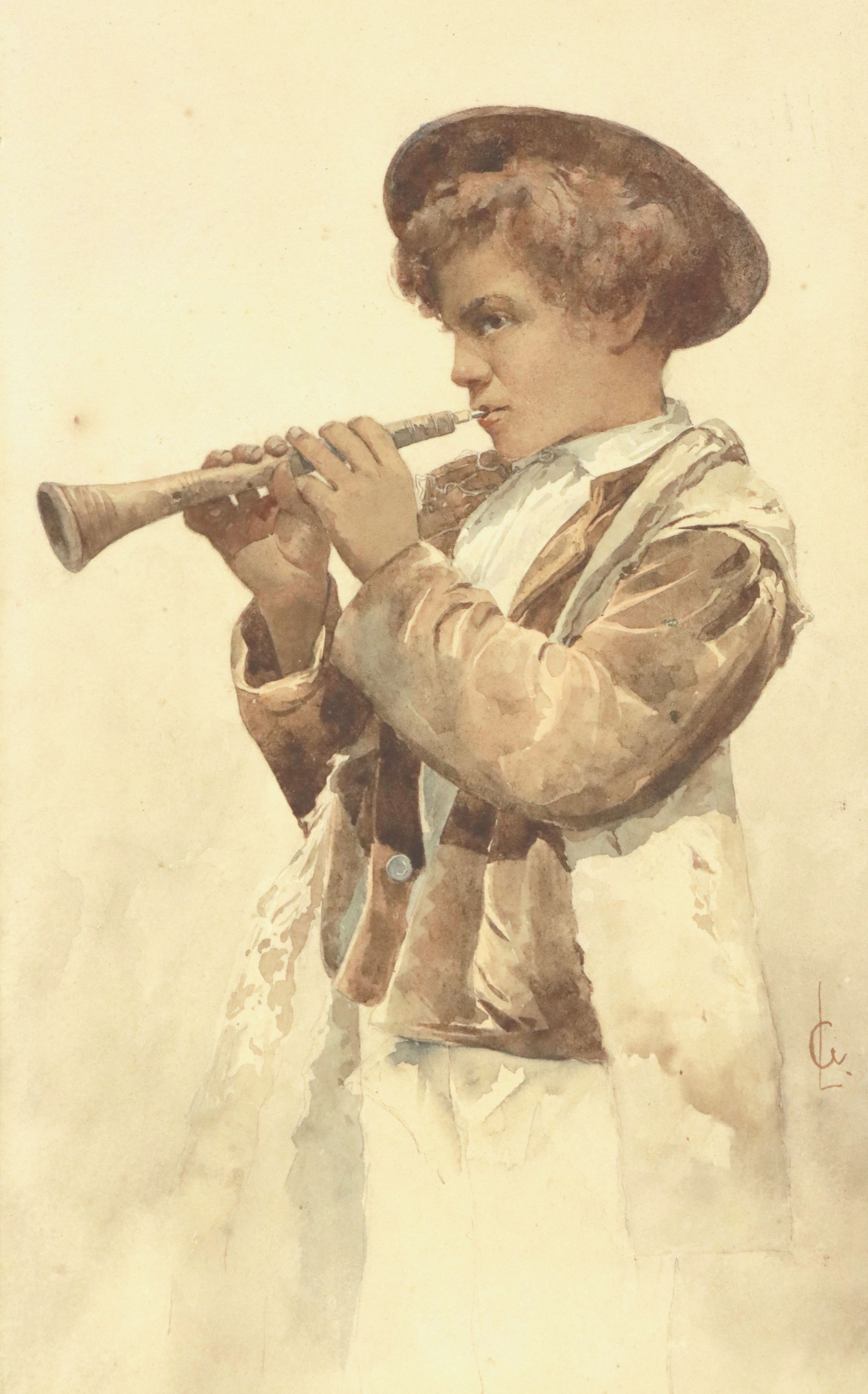
Jeune joueur de bombarde. Aquarelle XIXe siècle

Les premières attestations fiables d'une association régulière de la bombarde avec une cornemuse répondant aux caractéristiques du biniou actuel (notamment avec un tuyau mélodique sonnant à l'octave supérieure de la bombarde) datent du début du XIXe siècle. Cette formule instrumentale a été très en vogue sur une grosse moitié Sud-Ouest de la Bretagne, avant d'être peu à peu concurrencée par l'apparition de nouveaux instruments populaires (notamment l'accordéon) dans le dernier quart du siècle. Le volume sonore de la bombarde permettait de jouer de la musique en plein air, ou dans des ambiances bruyantes.
L'apparition, au cours des décennies 1920-1930, de nouvelles modes musicales et de nouvelles pratiques festives va accélérer le déclin du couple biniou-bombarde, jusqu'à sa quasi-disparition à la fin de la Seconde Guerre mondiale. L'amplification électronique va permettre de jouer toutes sortes d'instruments en plein air ou dans des ambiances bruyantes (guitare, chant, basse, etc. ), détrônant les instruments acoustiques qui remplissaient traditionnellement ce rôle.
La pratique de la bombarde connaîtra, au cours de la seconde moitié du XXe siècle, un renouveau progressif, essentiellement animé par le mouvement associatif. D'abord suscité par la multiplication des bagadoù au cours des années 1950, ce renouveau sera également porté par le développement de la forme moderne du fest-noz et des concours de musique traditionnelle. Au cours des années 1960 à 1980, à l'initiative notamment de l'association Dastum, les travaux de collectage de la culture orale se sont intensifiés et ont permis de recueillir les derniers témoignages de sonneurs de l'ancienne génération, notamment : Auguste Salaün, Lanig Guéguen, Jean Magadur, Per Guillou. Cette période verra un regain d'intérêt pour le couple biniou-bombarde, qui a plus ou moins perduré jusqu'à nos jours.

## Organologie

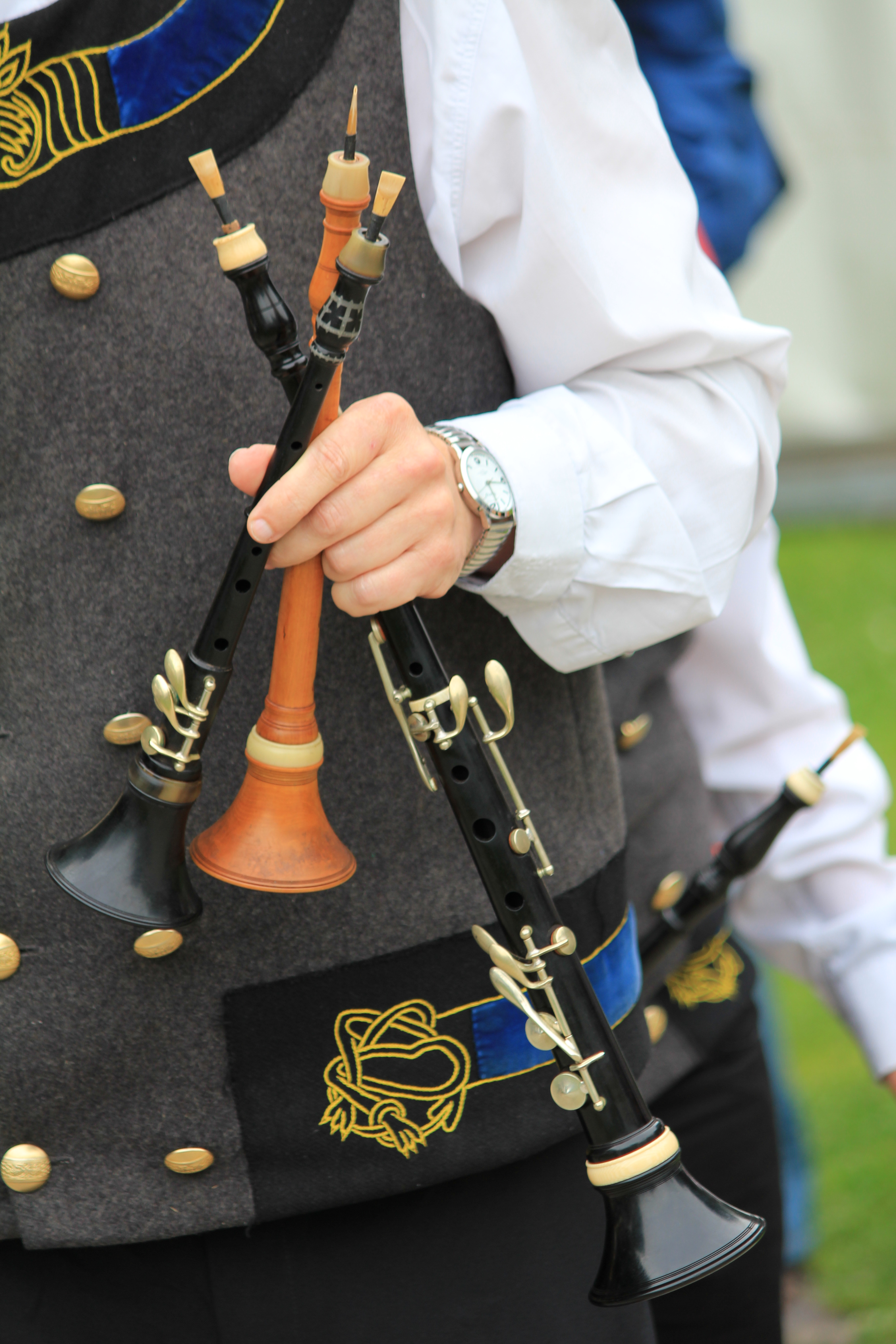
Différents types de bombardes

### Caractéristiques générales
L'instrument se compose de trois parties :  
- le fût ou corps, légèrement conique, est percé de 6 ou 7 trous (ou plus avec l'ajout de clefs) en façade. Il est tourné dans un bois dur, le buis, le poirier, le gaïac, le palissandre ou l'ébène, et peut être ornementé de cerclages en étain, de corne, de bois différents, ou même d'ivoire.
- le pavillon, taillé dans une autre pièce généralement du même bois, est de forme évasée, et reçoit l'extrémité inférieure du fût.
- l'embouchure reçoit l'anche double (aujourd'hui en canne de Provence, elle a pu être en buis, en écorce de ronce, voire en os bouilli), qui sera pincée par les lèvres du talabarder[3].Des anches de bombarde

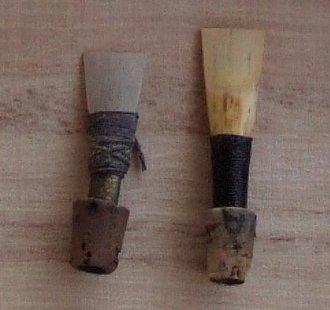
Des anches de bombarde

La bombarde est, à l'origine, un instrument heptatonique. La tonique de l'instrument, variable selon la facture, est obtenue en bouchant les six trous supérieurs - le septième permettant, lorsqu'il est présent, d'obtenir la sous-tonique.
Son ambitus peut aller de deux octaves à deux octaves plus une tierce mineure, selon la cléterie utilisée. Elle émet un son très caractéristique, et particulièrement puissant (plus de 100 dB, mesurés à 1 m dans l'axe du pavillon).

### Évolution au cours duXXesiècle
La plus grande partie des instruments fabriqués avant 1940 est d'origine vannetaise ou cornouaillaise. Leur facture est le plus souvent artisanale.
Leur tonique peut aller du la{\displaystyle \flat } au do, les instruments Vannetais étant en général plus graves. Les notes produites par ces instruments ne correspondent que rarement aux gammes "modernes" mesurées en demi-tons. Si l'échelle est très variable d'un instrument à l'autre, quelques constantes peuvent être observées, par rapport à la tonique de l'instrument[réf. nécessaire] :
- La dominante est à une quinte juste ;
- La sous-dominante est parfois au-dessus de la quarte juste ;
- La médiante se situe souvent entre une tierce majeure et une tierce mineure ;
- Sur les instruments à 6 trous : la sus-tonique se situe entre une seconde majeure et une seconde mineure ;

À partir des années 1950, le facteur Dorig Le Voyer fabrique, à l'usage des bagadoù, des bombardes dont l'échelle se rapproche de celle de la cornemuse écossaise, qui est en si{\displaystyle \flat } mixolydien. L'essor des bagadoù va peu à peu standardiser cette tonalité de si{\displaystyle \flat }. La clé, auparavant de modèle dit "papillon" à axe tangentiel, est désormais à axe longitudinal.
Au cours des décennies suivantes, des bombardes de diverses tonalités sont peu à peu développées, avec le souci de rendre leurs échelles compatibles avec celles des instruments "modernes" à tempérament égal : fa majeur, sol majeur, do majeur. Ces nouveaux instruments permettent en outre d'utiliser les gammes relatives.

### Les bombardes actuelles
Les bombardes soprano

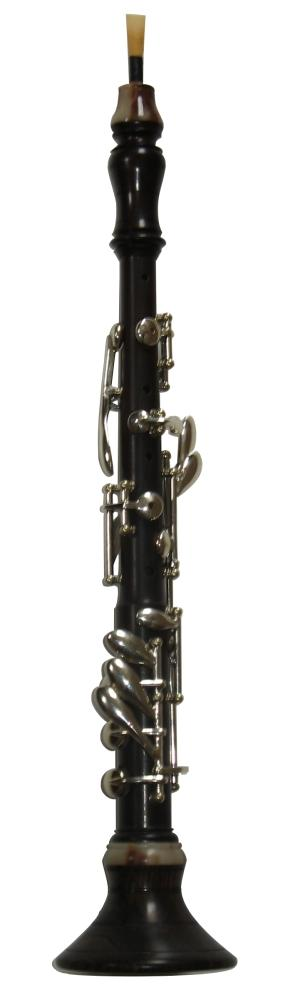
Bombarde chromatique en ébène, luthier Axone.

Ce terme est généralement employé pour désigner le modèle en si{\displaystyle \flat } muni de deux clés (la et la{\displaystyle \flat }), majoritairement utilisé par les bagadoù. C'est le plus répandu actuellement.
On peut cependant trouver des bombardes de toutes tonalités, du fa au ré. L'échelle est le plus souvent majeure, mais des modèles accordés selon différents modes peuvent être fabriqués - y compris, pour des bombardes destinées à être utilisées en couple, sur des échelles reproduisant celles des instruments "anciens".
Les évolutions récentes de la facture instrumentale et de la cléterie permettent aujourd'hui de fabriquer des modèles entièrement chromatiques. 
Les bombardes alto
En ré (assez rare), ou mi{\displaystyle \flat } - cette dernière est principalement utilisée en bagad, appelée « lombarde ».
La bombarde ténor
Sonnant à l'octave inférieure de la soprano en si{\displaystyle \flat }, elle est employée presque exclusivement en bagad, appelée « trombarde ».
La bombarde basse
En si{\displaystyle \flat }, à la double octave de la bombarde en si{\displaystyle \flat } ordinaire. Le premier exemplaire, nommé la Duchesse-Anne, fut créé en 2014 par Ewen d'Aviau en collaboration avec le "clétier" vannetais Yves Le Brun pour le Bagad Melinerion de Vannes. Elle est composée de fibre de verre/aramide-résine époxy.

## Quelques facteurs de bombardes et autres instruments bretons
(par ordre alphabétique)
- Youenn Le Bihan
- Christian Besrechel
- Jorj Botuha
- Jean Capitaine
- Ferdinand Dréno
- Yvon Le Coant
- Rudy Le Doyen
- Hervieux & Glet
- Jaillard guy
- Paul Larivain
- Jil Lehart
- Jean-Luc Ollivier
- Éric Ollu
- Dorig Le Voyer

La fabrication de la bombarde est inscrit à l'Inventaire du patrimoine culturel immatériel en France depuis 2013.

## Pratique de la bombarde

### Jeu
Comme presque tous les instruments à vent, la bombarde se tient avec la main gauche en haut du corps (plus près de la bouche) et la main droite en bas du corps. La bombarde est tenue en bouche et les bras avec un angle de 85° à 90° avec le corps du musicien.
Comme tous les instruments à trous, la note jouée est d'autant plus aiguë que le nombre de trous ouverts est grand et la note la plus grave est obtenue lorsque tous les trous sont bouchés. Pour un même registre, les doigtés des autres notes s'obtiennent en ouvrant progressivement les trous de la main droite puis ceux de la main gauche.
L'anche double de roseau, sur laquelle viennent se poser directement les lèvres, est fragile et se "pratique". Une anche dite "dure" (c'est-à-dire demandant un effort plus considérable pour émettre le son) peut s'adoucir avec l'usage ; une anche déjà douce, bien que plus facile au premier abord, deviendra rapidement inutilisable si elle est malmenée par un sonneur peu consciencieux.
La bombarde demande une pression d'air importante, et il est difficile pour un talabarder de jouer longtemps en continu. C'est pourquoi la bombarde joue le plus souvent dans un système de "question-réponse", où le talabarder propose régulièrement une phrase musicale qui sera ensuite reprise par d'autres instruments, lui laissant un temps de récupération.

### Formations musicales

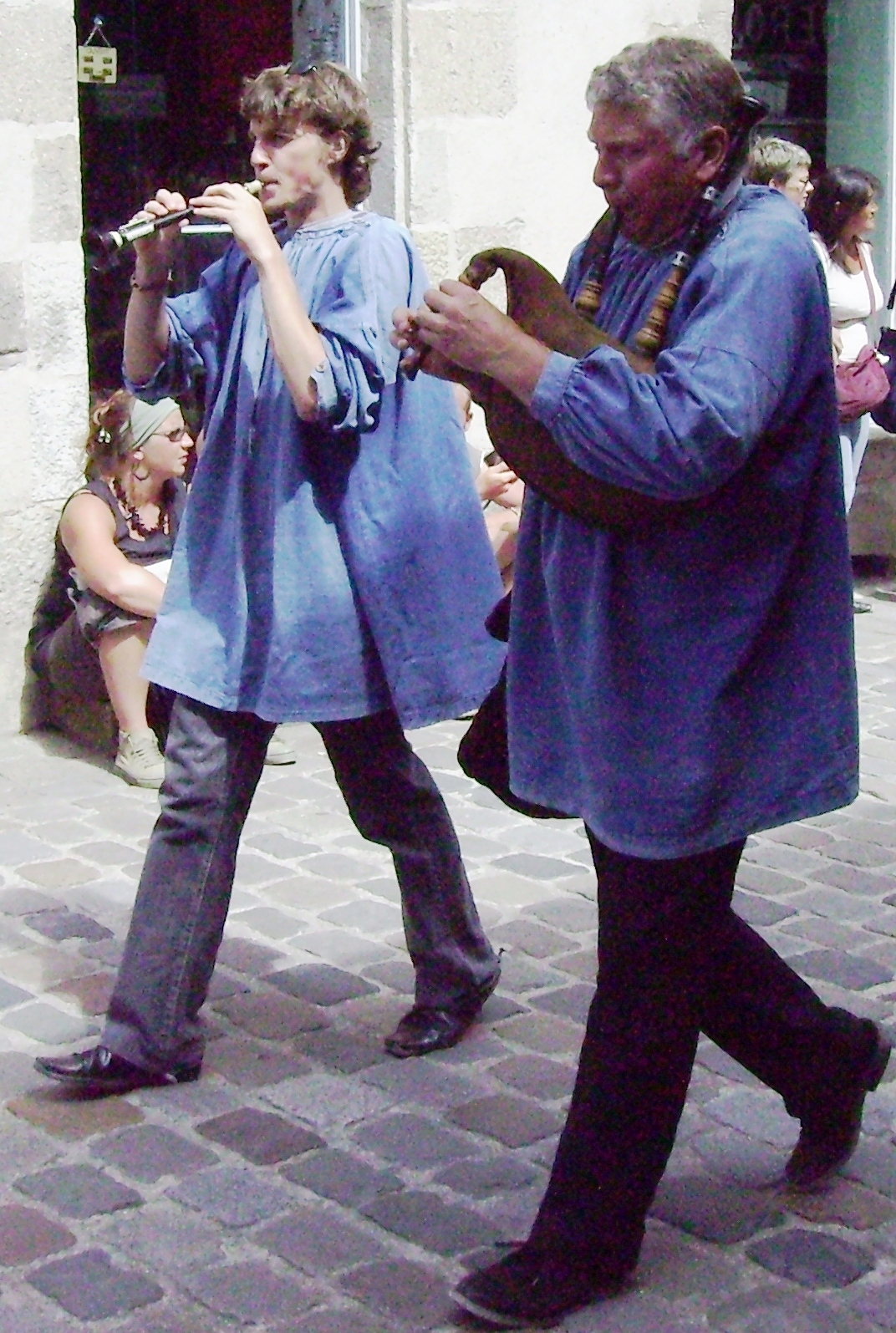
Deux sonneurs, talabarder (à gauche) et biniaouer (à droite).

La formule instrumentale la plus ancienne connue (attestée dès le début du XIXe siècle) est le duo formé avec le binioù-koz, appelé couple de sonneurs. Ce duo inspire son jeu de la manière des chanteurs de kan ha diskan (chant à répons) dans lequel le chanteur principal (kaner) lance une phrase qui est répétée par le ou les autres chanteurs (diskaner). Dans ce type de morceau, la bombarde tient le rôle du chanteur principal alors que le biniou joue en permanence en accompagnant la bombarde. Le binioù-koz sonne une octave plus haut que la bombarde.
Au cours des XIXe et XXe siècles, on relèvera quelques associations de la bombarde avec d'autres instruments (notamment la vielle à roue et l'accordéon), voire son introduction dans des orchestres plus étoffés.
À partir des années 1950, la bombarde devient l'un des principaux instruments d'un ensemble appelé bagad. Une technique de jeu en pupitre est peu à peu développée au cours des décennies suivantes, en adoptant la tonalité "standard" de si{\displaystyle \flat }. Les bagadoù susciteront également l'apparition du couple bombarde / binioù-braz, inspiré du couple originel avec le binioù-koz.
C'est à la même époque que la bombarde, longtemps stigmatisée par les autorités religieuses, est admise à l'intérieur des églises pour former un duo avec l'orgue, avec un répertoire de concert, voire liturgique.
On trouve également la bombarde au sein de formations diverses : groupes de fest-noz, groupes de rock, fanfares de rue, etc.

#### Concours de sonneurs
Une des activités encore très prisées chez les sonneurs en couple est la participation à des concours dédiés à cette formule instrumentale.
Un concours de sonneurs en couple est généralement composé de trois épreuves : mélodie, marche et danse. Le répertoire est laissé au choix des concurrents, avec pour contrainte de devoir correspondre à un terroir déterminé par la localisation du concours.
Les concours les plus prisés tiennent souvent lieu d'éliminatoires pour participer à la finale du Championnat de Bretagne, qui a lieu à Gourin le premier dimanche de septembre, sur le site de Tronjoly. La première édition s'est tenue en 1955 à l'initiative commune de l'abbé Le Poulichet et de l'association Bodadeg Ar Sonerion.